# 알리송 베케르
알리송 함세스 베케르(포르투갈어: Alisson Ramses  Becker, 1992년 10월 2일 ~ )는 브라질의 축구 선수로, 포지션은 골키퍼이다. 현재 잉글랜드 프리미어리그 리버풀 소속이다.

## 클럽 경력
알리송은 10살의 나이에 인테르나시오나우와 계약하면서 2002년부터 유소년팀에서 활약해왔다. 그는 2013년 2월 17일 크루제이루 RS와의 경기에서 첫 성인 데뷔전을 치렀으며, 같은 해 8월 25일 고이아스와의 경기를 통해 캄페오나투 브라질레이루 세리이 A에서도 데뷔전을 치른댜.
2016년 2월 4일, 그는 로마와 계약을 하면서 여름 이적 시장을 통해 유럽 무대로 진출할 기회를 얻었다.
2018년 7월 19일, 7250만 유로(약 956억원)의 이적료를 기록하며 리버풀로 이적했다. 리버풀 안필드에서 경기한 2019년 5월 8일 챔피언스리그 4강전에서 멋진 활약을 보여주며 또 한번의 안필드의 기적을 만들어 냈으며 팀을 14년 만에 UEFA 챔피언스 리그 우승을 이끌어냈다. 이어서 2019년 UEFA 슈퍼컵과 FIFA 클럽 월드컵에서도 우승을 차지하였다.
비록 2019-20 시즌 개막 경기 도중 부상을 당했지만, 2019년 8월 30일 오전 1시(한국시간)에 열렸던 UEFA 올해의 선수 시상식에서 올해의 골키퍼상을 받았다. 그리고, 2019년 9월 24일 FIFA 월드 더 베스트 시상식에서 테어 슈테겐과 에데르송을 제치고 올해의 골키퍼로 선정되었다. 2019-20 시즌 프리미어 리그 우승에 이어 2021-22 시즌 풋볼 리그 컵과 FA 컵 우승을 차례로 달성하였고, 2022년 FA 커뮤니티 실드 우승까지 이뤄냈다.
2021년 5월 17일(한국시간) 웨스트브로미치와의 원정 경기에서 극적인 헤딩 역전골을 터뜨려 팀의 2-1 승리를 이끌어냈다. 이로써 알리송은 EPL 최초로 결승골과 헤딩골을 기록한 골키퍼가 되었다. 이후 2022년 4월 30일(한국시간)에 있었던 뉴캐슬과의 리그 35라운드 경기에서 1-0 신승을 이끔과 동시에 유럽 5대 리그(잉글랜드, 스페인, 독일, 이탈리아, 프랑스)에서 최초로 20경기 무실점을 기록한 골키퍼가 되었다.

## 국가대표 경력
둥가 감독의 부름을 받아 2015년 10월 13일 베네수엘라와의 2018년 FIFA 월드컵 남아메리카 지역 예선 경기에서 A매치 데뷔전을 치렀다.
알리송은 브라질 축구 국가대표팀의 러시아 월드컵 국가대표팀 최종 23인 명단에 포함되었으며 첫 월드컵 무대 데뷔전을 가졌으며, 2019년에 있었던 코파 아메리카에서 1실점만 기록하면서 브라질을 12년 만에 우승으로 이끌어냈다.

## 출전 통계
| 클럽             | 시즌    | 출전 | 득점 |
| ---------------- | ------- | ---- | ---- |
| 인테르나시오나우 | 2013    | 9    | 0    |
| 인테르나시오나우 | 2014    | 14   | 0    |
| 인테르나시오나우 | 2015    | 57   | 0    |
| 인테르나시오나우 | 2016    | 21   | 0    |
| 로마             | 2016-17 | 15   | 0    |
| 로마             | 2017-18 | 49   | 0    |
| 리버풀           | 2018-19 | 51   | 0    |
| 리버풀           | 2019-20 | 37   | 0    |
| 리버풀           | 2020-21 | 42   | 1    |
| 리버풀           | 2021-22 | 54   | 0    |
| 리버풀           | 2022-23 | 47   | 0    |
| 리버풀           | 2023-24 | 32   | 0    |
| 리버풀           | 2024-25 | 22   | 0    |

## 수상

#### 인테르나시오나우
- 캄페오나투 가우슈 : 2013, 2014, 2015, 2016

#### 리버풀
- 프리미어리그 : 2019-20
- FA컵 : 2021-22
- EFL컵 : 2021-22
- UEFA 챔피언스리그 : 2018-19
- FIFA 클럽 월드컵 : 2019

#### 브라질
- 코파 아메리카 : 2019

### 개인
- UEFA 챔피언스리그 최우수 골키퍼[5] : 2018-19
- UEFA 챔피언스리그 시즌의 스쿼드[6] : 2017-18, 2018-19
- 세리에 A 올해의 팀 : 2017-18
- 세리에 A 최우수 골키퍼 : 2017-18
- 코파 아메리카 대회 베스트 : 2019
- PFA 올해의 팀 : 2021-22
- 프리미어리그 골든 글러브[7] : 2018-19, 2021-22
- UEFA 올해의 팀[8] : 2019
- FIF/PRO 월드 11 : 2019, 2020
- FIFA 올해의 골키퍼 : 2019
- 야신 트로피[9] : 2019
- 삼바 골드[10] : 2019
- 리버풀 올해의 골 : 2020-21